# Puente Verrugas
El Puente Carrión o Puente Verrugas es un puente ubicado en el departamento de Lima. Tiene una altura de 253 pies (aprox. 77 metros) y 574 pies de largo (aprox. 175 metros).
Situado en el valle Carrión, en el kilómetro 60.5 de la Carretera Central, Huarochirí, Lima.
Ubicación en google maps: https://goo.gl/maps/SD3Rv9xpYMk7DoTL8

## Historia
El primer puente, un viaducto de hierro forjado, fue diseñado por Leffert L. Buck y completado en enero de 1873. En marzo de 1889, después de una fuerte inundación, el primer puente colapsó y un segundo puente, un diseño de voladizo, también diseñado por Leffert L. Buck se completó en enero de 1891. El segundo puente fue destruido por otra inundación en enero de 1934 y un tercer puente fue completado por Cleveland Bridge & Engineering Company dos años más tarde.